# Famille de Brabant (Perwez)
Pour les articles homonymes, voir Brabant.
La famille de Brabant serait issue d'une branche cadette de la famille ducale, les seigneurs de Perwez, qui s'éteint à la fin du XIIIe siècle.
Son nom (van Brabant van Perweys), ses armes (lion et iris  brabançons), ses charges tenues de l'abbaye cistercienne de Villers dont les ducs furent les avoués et où deux d'entre eux furent inhumés ainsi qu'un seigneur de Perwez, et enfin la titulature du bailliage de Perwez constituent un faisceau de présomptions. La famille s'est répandue dans la région de Perwez et de Wavre. Son ascendance prouvée remonte à 1368.

## Histoire
La famille de Brabant est issue de Jehan de Brabant, bailly de Perwez, en 1368. Deux  constantes ressortent sur la plan historique quant aux rôles des premiers ascendants. D'une part, les charges de bailli de Perwez, de Walhain et de Roloux sont assumées par les trois premières générations. Officiers du prince, ils remplissent des tâches administratives et judiciaires. D'autre part, les fonctions  de mayeur ou d'échevins des cours foncières de l'Abbaye de Villers à Perwez et Thorembais-les-Béguines sont confiées quasi héréditairement à sept porteurs du nom aux XIVe et XVe siècles. Leurs tâches consistent à enregistrer les mutations des terres et les rentes qui y sont affectées (juridiction gracieuse, notariale) et à trancher les litiges relatifs à ces biens (juridiction contentieuse).
Notons que deux ducs de Brabant, avoués et protecteurs des moines de Villers, ont reçu leur mausolée dans l'antique abbaye : Henri II et Jean III. Il en fut de même pour le tombeau de Guillaume de Perwez (1201-1233), demi-frère de Henri Ier, qui a eu une postérité (Thomas Coomans, L'Abbaye de Villers-en-Brabant, Ed. Racines, 2000, pp. 256-257 et 290-291).
Pour ce qui concerne les enfants nés hors mariage, on lira avec grand intérêt la contribution de Godfried Croenen, Bâtards et pouvoir dans le duché de Brabant XIIe et XIVe siècles, Revue du Nord, hors série collection histoire, 2014. Les enfants illégitimes jouissaient d'un statut assez favorable dans le droit coutumier. S'ils héritaient de la qualité de noble de leur père et recevaient leur nom, leur tare consistait néanmoins  en leur incapacité d'hériter du patrimoine de leur auteur.

## Armorial
|  | de sable au lion d’argent; au franc quartier d'or à trois huchets de gueules, virolés d'argent (Hornes),. |
|  | d’argent, au lion de sable lampassé, armé & couronné d’or, au franc-quartier de même à trois huchets de gueules[réf. nécessaire]. |
|  | D'azur à deux fleurs de lis d'argent et au franc-quartier du même brochant, chargé d'un lion de sable armé et lampassé de gueules. Cimier : un lion issant de sable armé, lampassé et couronné de gueules. Blason enregistré en Communauté française de Belgique par arrêté ministériel du 12 janvier 2013. |
|  | Antoine de Brabant, écuyer, bailli de Roloux et de Perwez (+ 1531) portait : de gueules à une fasce d'argent (Louvain- Perwez) au franc-quartier d'argent au lion de sable. De même Jean, son fils, commissaire de la Cité de Liège en 1542.                                                                |
|  | Jehan de Brabant portait : parti : I coupé a) Hornes b) Limont 5 coquilles en sautoir. II. Brabant. |

## Filiation agnatique
(janvier 2024).
- I. Jehan qu'on dist de Brabant, bailli de Perwez en 1368, alors que le duc appelle sous sa bannière ses vassaux et hommes libres au service de l'Ost (armée) contre les ducs de Juliers et de Gueldre, il est combattant et fait prisonnier à la bataille de Bäsweiler du 22 août 1371, indemnisé après cette défaite à concurrence de 94 moutons d'or sous le nom de Jan van Brabant van Perweys en 1374 par charte de la duchesse Jeanne de Brabant, épouse de Wenceslas de Luxembourg (AGR, Chartes de Brabant, no 3385); également cité comme échevin de la cour de l'Abbaye de Villers à Thorembais dans un acte du 16 mars 1380 à moins que cela soit son fils cadet Jehan, échevin de la même cour en 1386[9], + avant 1395, dont :
  - Godefroid, qui suit sous II.
  - Jehan, fils cadet, échevin de la cour de Villers, est assassiné par Renechon, fils de Gérard Maroie de Perwez lequel fut condamné à payer à son frère Godefroid (II) un voyage outre-mer en l'île de Chypre, un second à Saint-Jacques en Galice et un troisième à N.-D. de Rocamadour[10].

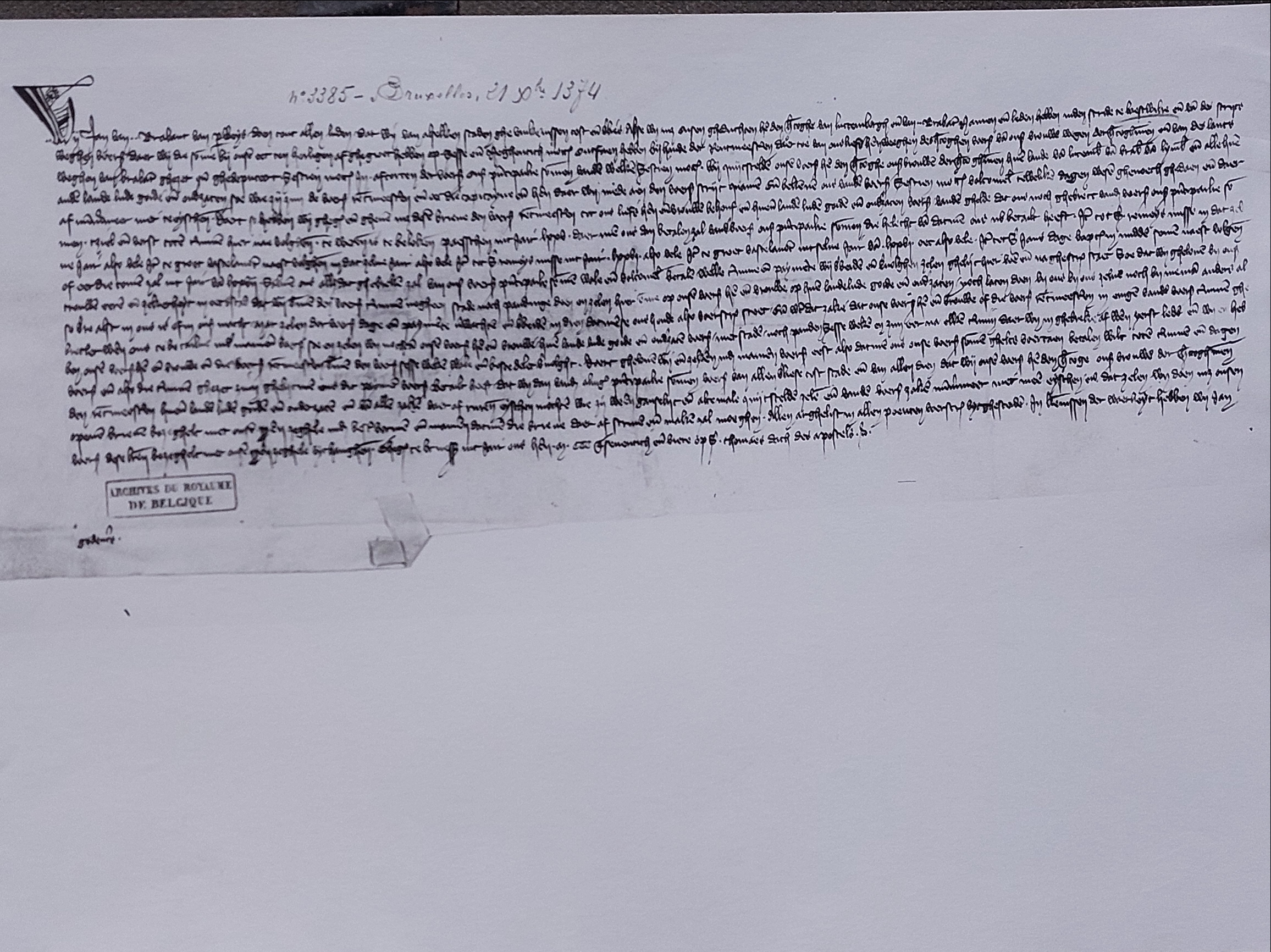
Charte de 1374 de Jeanne, duchesse de Brabant, indemnisant Jan van Brabant van Perweys à la suite de la bataille de Bäsweiler

- II. Godefroid de Brabant de Perwez, bailli de Walhain, vassal du comte de Namur dont il relève en 1395 le fief de la Raspaille à Aische-en-Refail (ce fief demeure dans la famille jusqu'en 1517 ; il comprenait la maison de la Respaille et ses dépendances sauf le bois " parmi rendant d'an en an hirétablement à monsieur le comte de Namur, au jour Saint-Andrien, en son castel de Gollesinne, la somme de diswit muis d'avaine" et à charge de recevoir, loger et nourrir le louvetier dudit comte, avec ses serviteurs et ses chiens pendant les chasses aux loups. L'exemption des tailles et des logements militaires était accordée au propriétaire, attributs d'un fief noble[11].), occupe le château de Beaufaux (Gembloux), avec les viviers et héritages en dépendant, relève le fief de Borlez de l'abbaye de Stavelot, dut comparaître devant les échevins de Louvain car il avait comme bailli de Walhain arrêté arbitrairement un habitant de Thorembais et fut condamné en 1422 à un pèlerinage à Rome, + vers 1430, x 1395 Marguerite d'Affroymont (de Froidmont), cette dernière possédait une demeure à Petit-Rosière qui passa à ses descendants et que l'on retrouve ci-dessous avec le vocable maison de Froymont, dont :
- III. Jehan de Brabant de Perwez, bailli de Perwez et de Walhain (1453), maïeur de la cour des Moines de Villers à Sainte-Marie-lez-Perwez et échevin de la même abbaye à Thorembais-les-Béguines (1453), paie un cens à l'abbaye d'Heylissem pour la maison le cortil al fresne, seigneur de la Raspaille, teste à Grand-Rosière le 5 mai 1455, x Gertrude Maricq, dite de Perwez, dame de Beaulieu (Huppaye), dont il reconnaît le 20 avril 1445 devant les échevins de Louvain avoir reçu la dot de sa femme, fille de Jacques, mayeur des cours de Villers à Ramillies et Thorembais-les-Béguines ;  " Honorable et saige homme Jehan de Brabant de Perweys " testa le 5 mai 1455 devant le curé de Grand-Rosière faisant office de notaire ; il désirait être enterré dans l'église de Perwez et fondait des obits pour lui-même, sa femme, son père Godefroid et sa mère Marguerite. La devise de la famille Dilatato corde rejoint parfaitement ses dernières volontés : " priait ledit testateur pitieuzement et très amorezement que, pour l'amour de Dieu, sa femme et ses enfants usaissent leurs vies ensemble en paix, en amour et bonne accordanche...", † après le 11 mai 1455, dont :
  - Godefroid de Brabant de Perwez, qui suit sous IV.
  - Jehan de Brabant, mayeur de Limont, x A) Jeanne de Limont, dame du château de Limont, fille de Jehan, seigneur du lieu ; les époux gisent en l'église de Limont x B) Marguerite Huguette de Vinalmont, + Limont après 1557. Du premier lit : Jehan de Brabant, mayeur de Limont, seigneur du château de Limont, + après 13/02/1567 x 26 septembre 1512 Catherine d'Oumale. Les époux testèrent le 13 février 1567. Jehan vécu à Limont et à Liège. Dont postérité dans la branche de Limont (une étude de cette branche est en préparation).
  - Antoine de Brabant, bailli de Roloux et de Perwez, réside en 1526 au château du seigneur de Perwez, avait une demeure à Liège où il est inhumé au couvents des Récollets avec l'épitaphe : Ci git noble et ecuyer Antoine de Brabant jadis bailli de Perwez en Brabant qui fut mari a demoiselle Catherine de Huy qui trepassa l'an 1531 le 9e jour de juillet, priez pour son âme. Leur fils Jean est commissaire de la Cité de Liège en 1542.de Brabant de Limont, parchemin 1708, Fonds de Schaetzen, Stadssarchief Tongeren

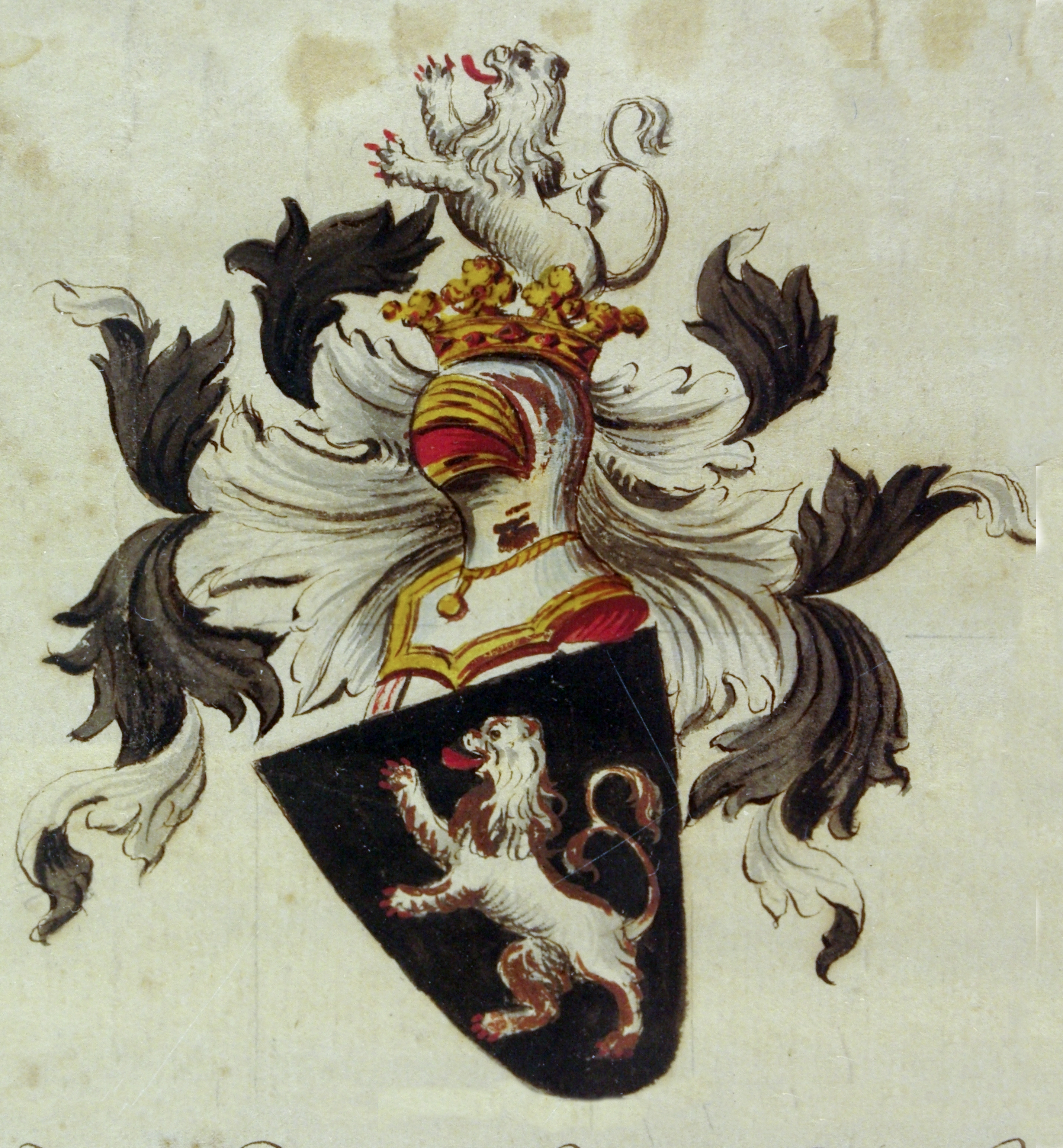
de Brabant de Limont, parchemin 1708, Fonds de Schaetzen, Stadssarchief Tongeren

- IV. Godefroid de Brabant de Perwez, (auteur de la branche dite de Perwez), relève avec son père le métier de cherwiers (1454), maïeur de la cour de Villers à Thorembais-les- Béguines (1455), relève le fief de Borlez (1476) et la Raspaille (1470 à 1486)  cité parmi les hommes de fiefs du seigneur de Perwez (avril 1484), constitue avec son frère Henri des rentes suivant la Table des pauvres de Perwez (1504), à cette même époque la famille occupe la cense de Braibant qui fut (jadis) Jean d'Abremez à Jachelet, (voir infra l'ouvrage collectif cité et consacré à Jausselette, hameau de Perwez), x Anne de La Croix († jeune en 1466), retint deux enfants hors mariage, héritiers de son nom et de ses biens :
  - Jehan de Brabant, qui suit sous V
  - Gilles de Brabant, maïeur de la cour de Villers à Thorembais de 1492 à 1496, x Jeanne de Vaulx, dont 1 fille :  Jeanne de Brabant, x A) François Wifflet, écuyer, seigneur de la Rue à Oumale, échevin de Namur, dont postérité, x B) Guillaume d'Oumale, seigneur de Houchenée, procureur de la ville de Liège, dont postérité.
- V. Jehan de Brabant, réside à Raatshoven (Racour) où il reprend à ferme des droits de la collégiale du chapitre de Saint-Jean-l'Evangéliste à Liège (1511-1514), émancipe ses enfants à Louvain (1516-1518), paraît en 1524 devant les échevins de Perwez pour la maison de Froidmont, donne procuration à son fils Godefroid le 29 mai 1538 qui comparaît pour lui le 20 février 1539 devant la haute cour de franchise de Perwez, + Waleffe-Saint-Pierre 20 juillet 1561. Sa tombe a été retrouvée à Les Waleffes  [12], x Sibylle Sywallart (Zwallarts ou Swallaerts), dont le quartier est à trois merlettes posées 2,1, fille de Pierre et d’ Isabelle Bormans, + 21 septembre 1538. Dont :

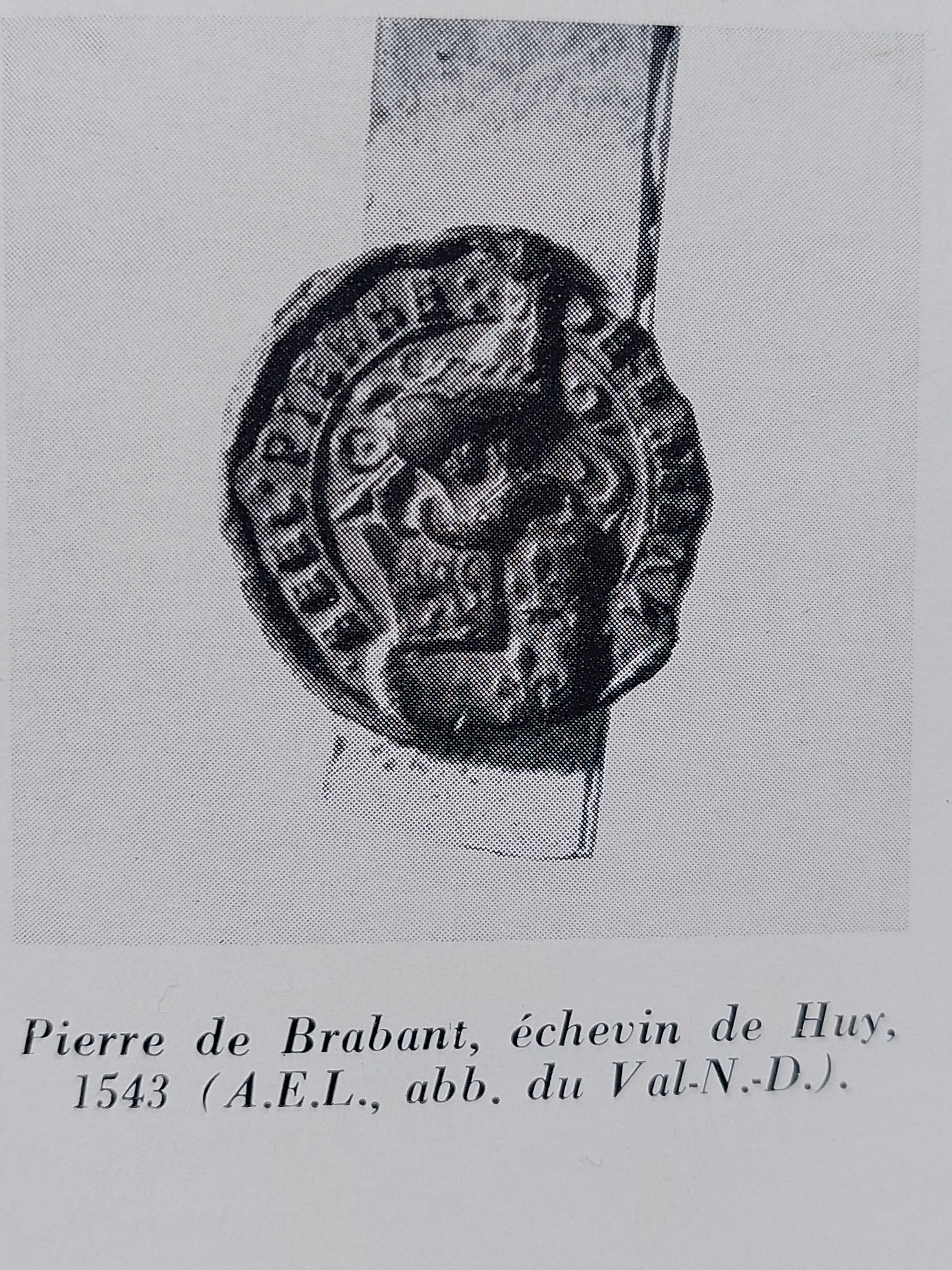

  - 1° Pierre (le vieux), échevin de Huy et de Wanze (1541), membre du métier des vignerons, mayeur héréditaire de Waleffe-Saint-Pierre (1560), tenant de la Cour jurée de Notre-Dame des Carmes à Huy ; l’ancien château ferme et la seigneurie de Waleffe-Saint-Pierre  étaient tenus par Henry d’Acosse, écuyer, époux de Catherine de Huy, grand-père de Marie d'Acosse.; Pierre de Brabant fut chargé avec le fourrier Antoine Mureau par le Prince-évêque Georges d’Autriche le 6 mai 1552 d’empêcher les gens de guerre de commettre des dégâts dans le pays et les chanoines tréfonciers de la Cathédrale le prièrent en 1560 de remettre la cour en activité[13], + 23 mai 1573, x Marie d'Acosse laquelle testa le 23 janvier 1582 et laissa divers biens à ses neveux, Pierre (le jeune), ainsi qu’à Godefroid et Charles de Brabant, enfants de Godefroid et Jeanne Menjoye, + 9 mars 1584, fille de Gilles et de Marie Bozea de Thiribu. Sans postérité. Pierre reçut une sépulture en l'église des Dames Blanches à Huy en armes, portant les quartiers Brabant - Sywalart - Acosse - Bozeal de Thiribu. Son épouse Marie fut inhumée dans une sépulture collective à Waleffe-Saint-Pierre où reposaient Henry d'Acosse jadis échevin de la cour de Wanze (+ 21 juillet 1507), Sibylle Sywalart, femme de de Jean V, (+ 21 septembre 1538), Pierre de Brabant (le jeune) et son épouse Jehenne de Remikette.
  - 2° Godefroid, qui suit sous VI.
  - 3° Marie x 21 décembre 1532 Gérard Sauvaige de Remikette, échevin de Waleffe-Saint-Pierre. Le patrornyme tire son origine de la localité de Remicourt. Dont postérité.
- Pierre du château ferme de Waleffe-Saint-Pierre aux armes du Prince-Evêque Georges d'Autriche, de Pierre de Brabant, mayeur du lieu, et de son épouse Marie d'Acosse en l'an 1562

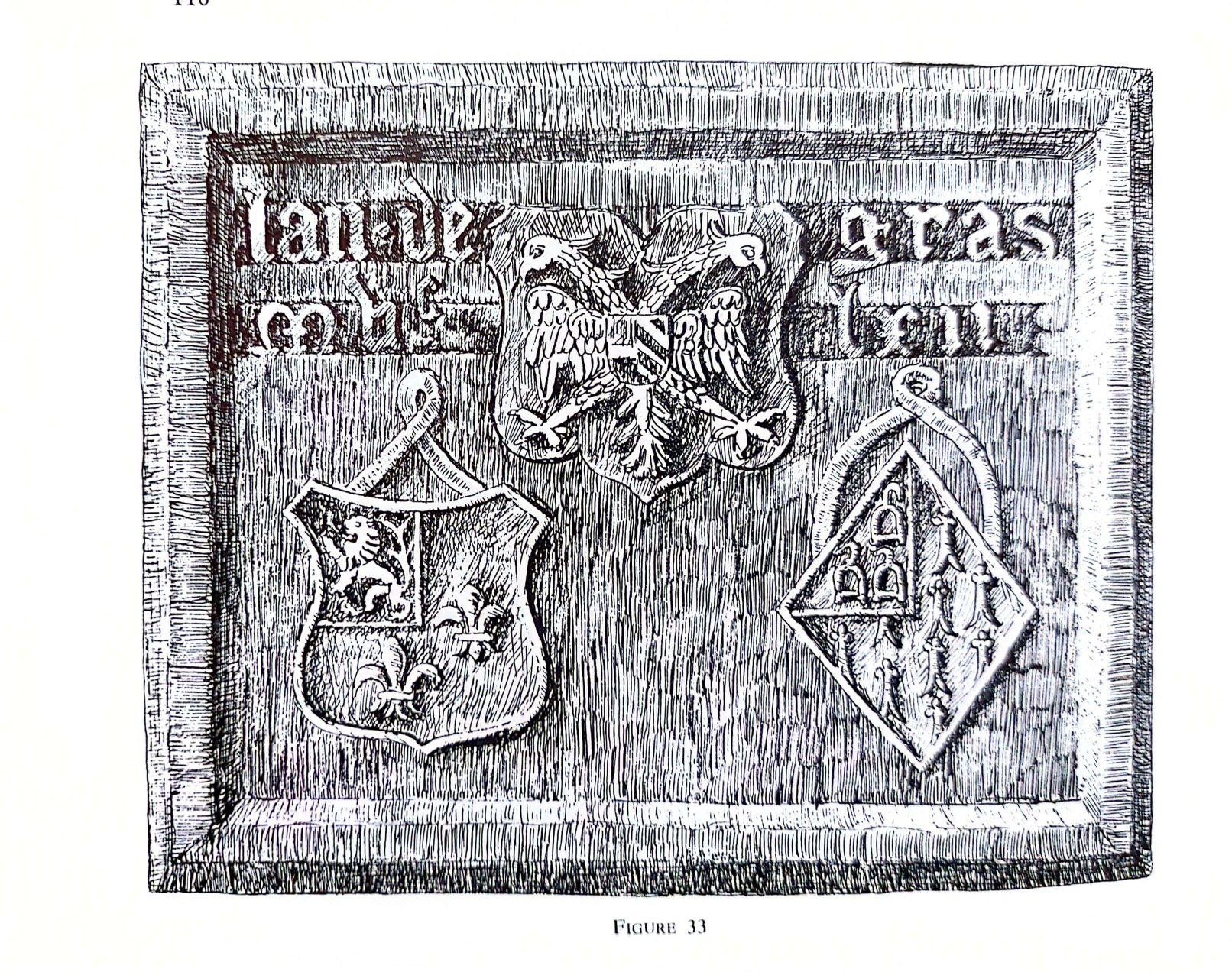
Pierre du château ferme de Waleffe-Saint-Pierre aux armes du Prince-Evêque Georges d'Autriche, de Pierre de Brabant, mayeur du lieu, et de son épouse Marie d'Acosse en l'an 1562

- VI. Godefroid de Brabant, propriétaire de la maison de Froymont (1546), occupe la cense La Haut, des terres de Villers et du seigneur de Bomal à Geest-Gérompont, échevin de la Cour de Saint-Jean-l'Evangéliste à Petit-Rosière (1554), demeure à Enines en 1559, + 1573, x A) N. d'Acosse, fille de Gilles et de Marie Bozea de Thiribu; x B) Marguerite Schampe, veuve de Guillaume d'Ouffus ; x C) 31 août 1559 Jeanne (de) Menjoye, veuve d'Andrea de Ghiesberghe, fille de Loys ; du premier lit :
  - Pierre (le jeune) qui céda le 1er juillet 1605, pour 3900 florins, ses propriétés de Waleffe (97 bonniers) à Herman de Lierneux, sentencier de la cour de Liège dont le gendre Pierre de Corte, fils de Jean Curtius, x Jehenne de Remikette.
  - Catherine, religieuse aux Dames Blanches à Huy.
  - Marie, épouse de Jean Losson, échevin de Huy, de Wanze et de Statte.
  - Jeanne, épouse de Gérard Montjoye, d'Omal.
  - Anne, épouse de Jean le Rousseau, maïeur de Geest. Du troisième lit :
  - Godefroid, échevin de la cour de Jauche (1614), x Catherine Paheau, fille de François, bailli de Jauche, seigneur de Thisnes, et d'Anne Bernard, dont postérité.
  - Charles, qui suit sous VII.
- VII. Charles de Brabant, échevin des cours réunies d'Enines et de Molembais (1586), réside à Orp-le-Grand (1595), échevin de Marilles (1613 et 1626) et de la cour du chapitre Saint-Lambert à Nodrenge, + Nodrenge 1627, x Marguerite Hussin, fille de Jacques, dont :
- VIII. François de Brabant, échevin de la haute cour d'Enines et Molembais (1651), de Nodrenge (1652), + Enines 9 novembre 1659, x Anne de Hasque, + Enines novembre 1674, fille d'Art et de Marie Favelly, dont :
- IX. Robert de Brabant, greffier de Sart-Risbart, Sainte-Marie et Thorembais (1653), censier de la Converterie tenue de Villers (1662), échevin, mambour de l’église puis mayeur de Thorembais-les-Béguines (1666), bp Enines 21 février 1626 [1], inhumé en l’église de Thorembais le 27 décembre 1680, x Marie Cracoeur, + Thorembais 11 octobre 1690, fille de Martin et de Barbe de Latinnes. Cracoeur : de gueules au chevron d’or. Dont :
- XI. Jean-Ernest de Brabant, exploitant de la grande cense de Jausselette [1] tenue du duc d’Arenberg, échevin de la cour de Ramillies, bp Thorembais-les-Béguines 17 avril 1703 [2], + Perwez 17 mars 1774, x Ramillies 28 février 1738 Marie-Catherine (de) Tombeur, bp Autre-Eglise 1701, + Perwez 6 février 1769, fille de Wauthier et de Catherine Crespin. La Ferme de Jausselette située dans un hameau de Perwez a été occupée par la famille de 1740 environ jusqu’en 1910, soit 170 ans. Dont :
- XII. Pierre-Joseph de Brabant, fermier à la grande cense de Jausselette sous Perwez, bp Perwez 14 avril 1745, y + 24 août 1806, x Namur 14 juin 1774 (acte transcrit à Perwez) Jeanne-Joseph Henricot, bp Grand-Leez 10 novembre 1744, + Perwez 30 avril 1795, fille de Jean-François, censier de Longpont, échevin de Grand-Leez, inhumé dans l’église de cette localité, et de Marie-Catherine Debras. Dont:
- XIII. François-Joseph de Brabant, exploitant la ferme Moulin Brabant à Sauvenière, bp Perwez 22 janvier 1788, + Sauvenière 25 mars 1863, x Ernage 17 décembre 1809 Joséphine Dechamps, bp Ernage 25 novembre 1788, + Sauvenière 3 ou 4 (?) septembre 1845, fille de Jean-Joseph, fermier à Ernage, et de Marie-Philippine Gerondal. Dont
- XIV. Charles-Joseph (de) Brabant, fermier à la grande cense de 104 ha, donnée en location par bail sous seing privé du 12 novembre 1864, faisait partie du « Domaine de Perwez » du prince Antoine-François d’Arenberg, de nouvelles  écuries y furent construites en 1878 fermant totalement la cour, premier président du Cercle catholique de Perwez, conseiller communal, bourgmestre de Perwez (1856-1879), Charles succéda en décembre 1856 comme bourgmestre de Perwez au docteur Maximilien Baugniet.. Dont :
  - 1° Emile-Charles, ° Perwez 21 avril 1844, y + 16 mai 1848.
  - 2° Jules, qui suit sous XV.
  - 3° Anne-Emilie-Joseph, ° Perwez 18 novembre 1850, y x 30 septembre 1876 son cousin germain Alfred-Clément Frere, fermier à Hanret, ° Jauchelette 18 février 1848, fils de Melchior-Paul-Clément (° Eghezée 3 janvier 1812), fermier à Eghezée (ferme de Frocourt), puis à Jauchelette, fermier-propriétaire à Déols (Indre) où il décéda le 20 août 1883, et de Joséphine Leclercq [5] (° Meldert 14 février 1826, + Luttre …). Dont postérité.
  - 4° Edmond-Alexandre-Joseph, ° Perwez 5 septembre 1852, y + 2 mai 1853.
  - 5° Emile-Charles-Joseph (de) Brabant, notaire à Perwez, conseiller provincial, bourgmestre de Perwez (1903-1910), ° Perwez 27 novembre 1858, + 1942, x Julia-Marie Cornet, ° Braine-le-Comte 8 novembre 1867, + Perwez 12 juin 1829, fille de Jean-Baptiste, maître de carrières, sénateur, bourgmestre de Braine-le-Comte, et d’Adonite Delaunoy. Dont :  a) Marcelin-Jules-Antoine, sergent pilote aviateur, volontaire de guerre, notaire à Perwez, conseiller communal, ° Perwez 14 juin 1888, +…., x Spa 21 août 1926 Lysette Follet, ° Pépinster 31 juillet 1904, + …, fille d’Armand, industriel, et d’Elisabeth Closset, dont postérité. b) Edmond-Jean-Baptiste, ° Perwez 22 novembre 1889, +…, x 18 août 1937 Jeanne Penicaud…  c) Emile-Albert-Alfred, candidat en philosophie et lettres, volontaire de guerre, lieutenant aviateur, a donné son nom à une rue de Perwez. Emile est d’abord engagé dans le corps des transports de la 4e division le 3 août 1914 ; il passe le 10 mars 1915 dans l’aviation militaire. Il est cité à l’Ordre du jour et décoré de la Croix de guerre le 15 novembre 1917 pour avoir accompli plus de 100 heures de vol au-dessus des lignes ennemies et réussi, grâce à son habileté, à mener à bonne fin des réglages de tir et de reconnaissances. Il fut admis à la pension provisoire en septembre 1920 à la suite d'une maladie causée par un refroidissement en vol. (Centre de documentation, Musée de l’Armée, matricule 6668 Aux.), ° Perwez 7 octobre 1891, + Amélie-les-Bains (Pyrénées-Orientales) 26 septembre 1921.X
- XV. Jules-Melchior-Joseph (de) Brabant, propriétaire à Perwez de la Villa Les Tilleuls, anciennement rue de l'Eglise,  sise aujourd'hui rue Emile de Brabant, fermier à la grande cense de Jausselette, il pratiquait l'élevage de chevaux et participa à différentes expositions en Amérique où il obtint en 1866 un second prix d'élevage avec le cheval Baron de Jausselette ; le cheptel comptait 6 étalons et 30 juments[14] ; à l’époque il était nécessaire de disposer d’un homme et de deux chevaux pour 10 hectares de culture ; le nourrissage du cheptel exigeait 20% de l’exploitation[15]), président de l’association conservatrice du canton de Perwez, conseiller communal de Perwez, membre de la Chambre des représentants, fondateur de la S.C. l’Union agricole de Jodoigne, de la S.A. des Carrières de quartzite de Dongelberg, de la Société mutualiste la Prévoyance, association née en 1894 et inspirée de l’encyclique Rerum Novarum, et de la S.A. de Crédit ouvrier de Perwez, président d’honneur de la Société Les Mutuelles réunies, officier de l’Ordre de Léopold, ° Perwez 19 juin 1845, y + 29 avril 1908[16].. A son décès, il fut remplacé à la Chambre par Emile de Lalieux, bourgmestre de Nivelles, x Mehaigne 30 janvier 1877 sa cousine germaine Marie-Eléonore Debouche [17], famille de fermiers et notaires, anciennement de Bouge, occupant depuis plus de 250 ans la ferme seigneuriale du Monceau à Mehaigne des Marquis de Clermont-Tonnerre , ° Mehaigne 26 juin 1849, + Perwez 18 septembre 1934, fille d’Alexandre-Joseph et de Marie-Joseph de Brabant. Dont : 
  - 1° Charles, qui suit sous XVI.
  - 2° Juliette-Emilie-Ferdinande-Marie-Ghislaine, ° Perwez 21 juillet 1881, y + la nuit de Noël 1942, y x 2 avril 1902 Antoine-Henri-Thomas-Joseph Borboux, avocat, bâtonnier de l’Ordre des avocats de Verviers, membre et secrétaire de la Chambre des représentants, président de la Fédération des jeunes gardes catholiques de l’arrondissement de Verviers, vice-président de l’Association catholique de l’arrondissement de Verviers, membre du Conseil de fabrique de l’église Saint-Joseph, commandeur de l’Ordre de Léopold, grand officier de l’Ordre du Bénin de France, grand officier de l’Ordre de Saint-Sava de Serbie, chevalier de la Légion d’honneur, méd. de mutualité de 1re classe, ° Verviers 13 janvier 1863, + Uccle 14 novembre 1919, fils d’Antoine-Ambroise (° Herve 6 décembre 1834, + Verviers 17 janvier 1912), négociant en produits chimiques, et d’Anne-Joséphine Lambrette. Dont postérité
  - XVI. Charles-Joseph.-Emile de Brabant, docteur en droit, notaire à Ohain et à Genval jusqu'en 1933, sénateur suppléant durant 4 ans et député suppléant durant 8 ans de l’arrondissement de Nivelles, conseiller communal et échevin de Genval (1923-1926), président de la jeune garde catholique de Perwez, fondateur et président de sociétés de mutualité et de caisse de retraite, président et fondateur du comité de secours et d’alimentation de Genval et président des comités d’arrondissement de Nivelles de l’œuvre nationale de l’envoi des colis et secours aux prisonniers de guerre 1914-1918, chevalier de l’Ordre de Léopold, méd. Roi Albert, méd. de mutualité et de prévoyance de 1re classe, ° Perwez 16 janvier 1878, + Bruxelles 3 octobre 1952, x Namur 27 décembre 1909 Yvonne-Joséphine-Henriette-Augustine Gesnot, méd. Reine Elisabeth 1914-1918, ° Namur 12 novembre 1888, + Bruxelles 5 janvier 1981, fille de Paul-Emile-Joseph, industriel, fondateur de la S.A. Automatique des bois à Jambes, président du Tribunal de commerce de Namur, chevalier de l’Ordre de Léopold, et de Jeanne Lagrange[18]. À la suite d'une action en rectification d'état civil, le Tribunal de Nivelles par jugement du 30 juin 1931 répara l'erreur commise par l'officier d'état civil de Sauvenière dans l'acte de naissance de Charles-Joseph Brabant du 24 janvier 1813 (degré XIV) lequel avait omis la particule devant le nom patronymique portée sous l'Ancien Régime. Dont:
    -       - 1° Anne-Marie-Jeanne-Julie-Emilie-Ghislaine, ° Genval 8 octobre 1910, + Lasne 24 décembre 1998, célibataire.
      - 2° Jacques, qui suit sous XVII.
      - 3° Pierre, qui suivra sous XVIIbis.
      - 4° Jean, qui suivra sous XVIIter.
- XVII. Jacques Jules Jean Emile Antoine Ghislain de Brabant, quitte la Belgique après la grande crise des années 30 et est engagé au Canada par Louis Empain, directeur de société, sous-lieutenant au 2e Lanciers (1937), lieutenant commander Royal Navy, compagnon d'armes d'Albert Guerisse Pat O'Leary en juin 1940 lors de l'équipage dans la rade de Gibraltar du navire marchand français Le Rhin qui est mis à la disposition de la marine anglaise, 3 citations à l'ordre du jour de la Nation britannique (1942+43), méd. des évadés (B), North Africa, Atlantic, Italy-Sicile, France and Germany star, Victory (G.-B.), ° Genval 25 août 1913, + dans sa 101e année Vaucresson (Hauts-de-Seine) 22 mars 2014, x A/ Wesmount (Canada) 2 décembre 1937 (mar. annul. par le Sénat canadien) Michèle Ahern, pionnière de la télévision canadienne et journaliste, ° Montréal 22 mars 1918, y + 21 décembre 2014, fille de John-Ghislain, docteur en droit, avocat et bâtonnier de l’Ordre à Montréal, et de Jeanne Marcil ; B/ Greenwich (Connecticut) 19 septembre 1946 Patricia-Pamela-Mary Francome Painter, ° Southsea (Ile de Wight) 8 octobre 1921, + Maisons-Laffitte (Yvelines) 4 décembre 1997, fille de Douglas, commander Royal Navy, Distinguished Service Cross lors du "Artic convoy" pour ravitailler la Russie (août- septembre 1942), et de Berthe Oliver ; C/ Survilliers (Val-d’Oise) 4 mars 2005 Jeannine Drancourt, + , Dont postérité du premier et du second lit.

XVII bis. Pierre Albert Emile de Brabant, ancien combattant au 8e régiment de ligne, volontaire de guerre de la Royal Navy (1944-45), France and Germany star, War medal 1940-45 de l'Amirauté britannique ; après la guerre il reprend contact avec son ami Antoine Courtens, architecte du Groupe Empain au Canada et à Bruxelles, et entreprend la construction de plusieurs immeubles à Ixelles et Boitsfort, administrateur de la SA Siminans, ° Bruxelles 15 avril 1916, + Lasne 24 octobre 2003, x  Goyer 27 septembre 1948 Anne Marie Julie Beauduin, °Goyer 4 février 1927, + Ixelles 24 mars 2010, fille de Florent Emile Jules, docteur en droit, administrateur des sucreries de Rosoux et de Liers, de la S.A. Zinc de Rothem, des Charbonnages de Quatre Jean, président des sucreries de Niel-Gingelom, de Fexhe, des Tanneries de Fresin, de la S.A. Charbonnages d’Ans et Rocourt, membre du Comptoir d’escompte de la Banque Nationale de Belgique à Hasselt, chevalier de l’Ordre de Léopold, et de Marie van Lede. Marie était fille aînée de Jean-Joseph van Lede, conseiller communal à Bruges, président de la fabrique de Sainte-Walburge (1865-1921), et d’Isabelle Moulaert, petite-fille de Jean-François, négociant en vins, président du Tribunal de commerce de Bruges (1822-1900), et de Louise-Clémentine Anoul (1830-1905). Le père de cette dernière, Pierre-Casimir, conservateur du matériel des chemins de fer de l’Etat (1792-1849), était le frère du Lieutenant-Général Prosper Anoul qui fut ministre de la Guerre sous le règne de Léopold Ier. Leurs sœurs Anne et Catherine étaient alliées à Josse et Dominique Mosselman (d’Anethan et de Jonghe d’Ardoye, La famille Mosselman à Bruxelles, dans Recueil XLVIII de L’OGHB, Bruxelles, 1998, pp. 155 et 161). dont  postérité.

XVII ter. Jean Charles de Brabant, industriel, administrateur délégué de la société Ossidi Metalici à Cannobio (Novara), membre de l'Union des catholiques industriels (UCID), ° Ixelles 7 février 1921, + Cannobio 23 mars 2005, x Cannobio 29 mai 1948 Bianca Carla Reschigna Campagnani, ° Milan 10 octobre 1921, + Cannobio 25 août 2013, fille de Giovanni, industriel, bourgmestre de Cannobio, propriétaire du château vinicole de Grumello del Monte (Bergamo), et de Andreina Campagnani, dont postérité.

### Armoriaux
- Armorial de Wavre
- Armorial héraldique vivante